# Haydn Ling
Haydn Ling (nacido en Londres, el 19 de septiembre de 2002) es un jugador de baloncesto inglés que pertenece a la plantilla del Centro Natación Helios de la Liga EBA, cedido por el Casademont Zaragoza de la Liga Endesa. Mide 2,19 metros de altura y ocupa la posición de pívot.

## Trayectoria
En su adolescencia alternó el baloncesto con la práctica del fútbol, ya que formó durante cuatro años como guardameta en las categorías inferiores del Chelsea FC, hasta que en la temporada 2019-20 ingresó en la Barking Abbey London con el que disputó el ANGT en Kaunas, para posteriormente formar parte de los London Lions de la British Basketball League en la temporada 2021-22.
En 2022, ingresó en la Joel Freeland Academy, creada por el exjugador NBA con el mismo nombre, con sede en Gran Canaria.
El 27 de agosto de 2024, firma por el Casademont Zaragoza de la Liga Endesa por cinco temporadas.
El 25 de septiembre de 2024, firma por el Centro Natación Helios de la Liga EBA, cedido por el Casademont Zaragoza de la Liga Endesa.